# Pfarrkirche Wiesing

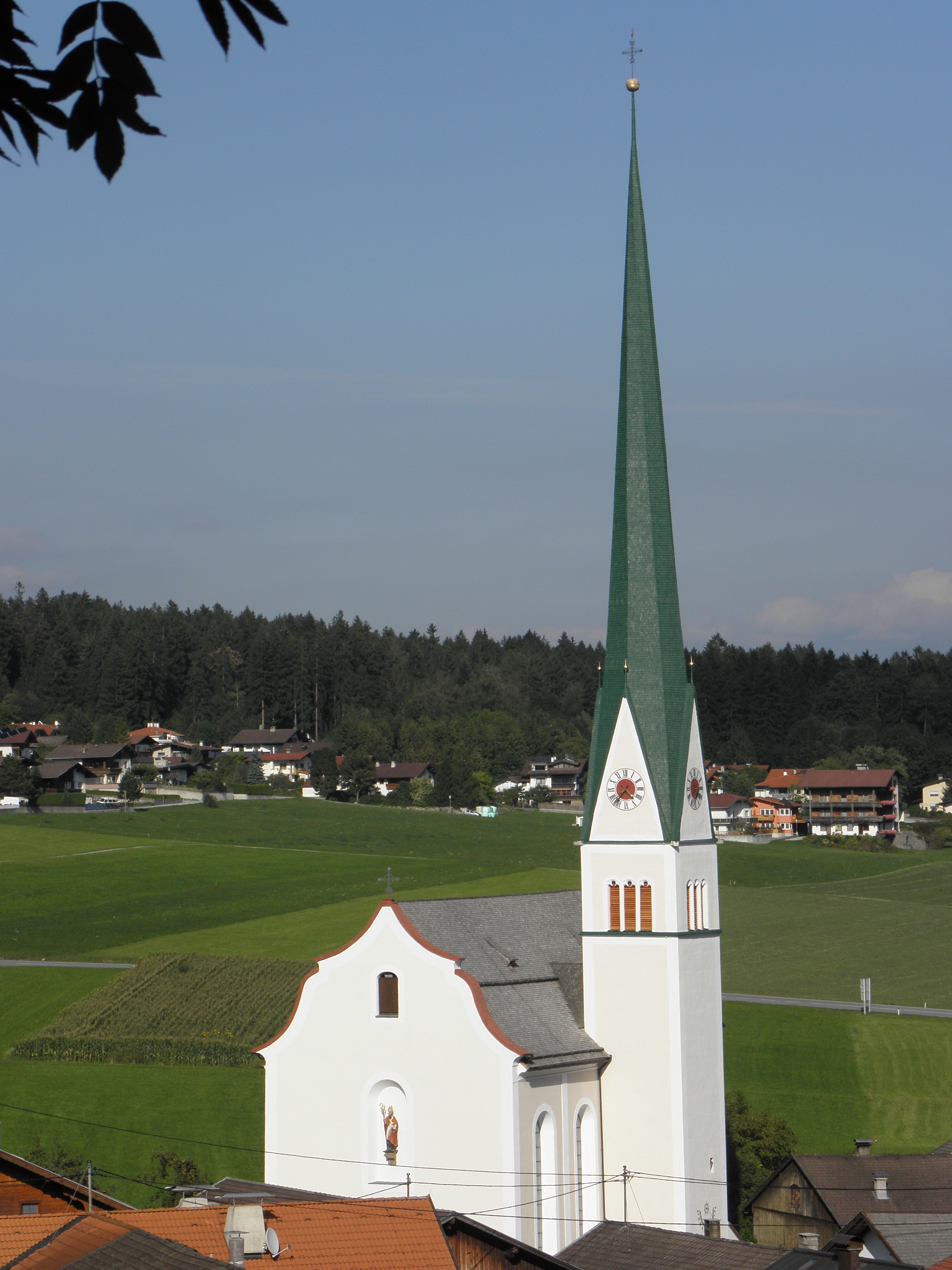
Katholische Pfarrkirche Hll. Martin und Nikolaus in Wiesing

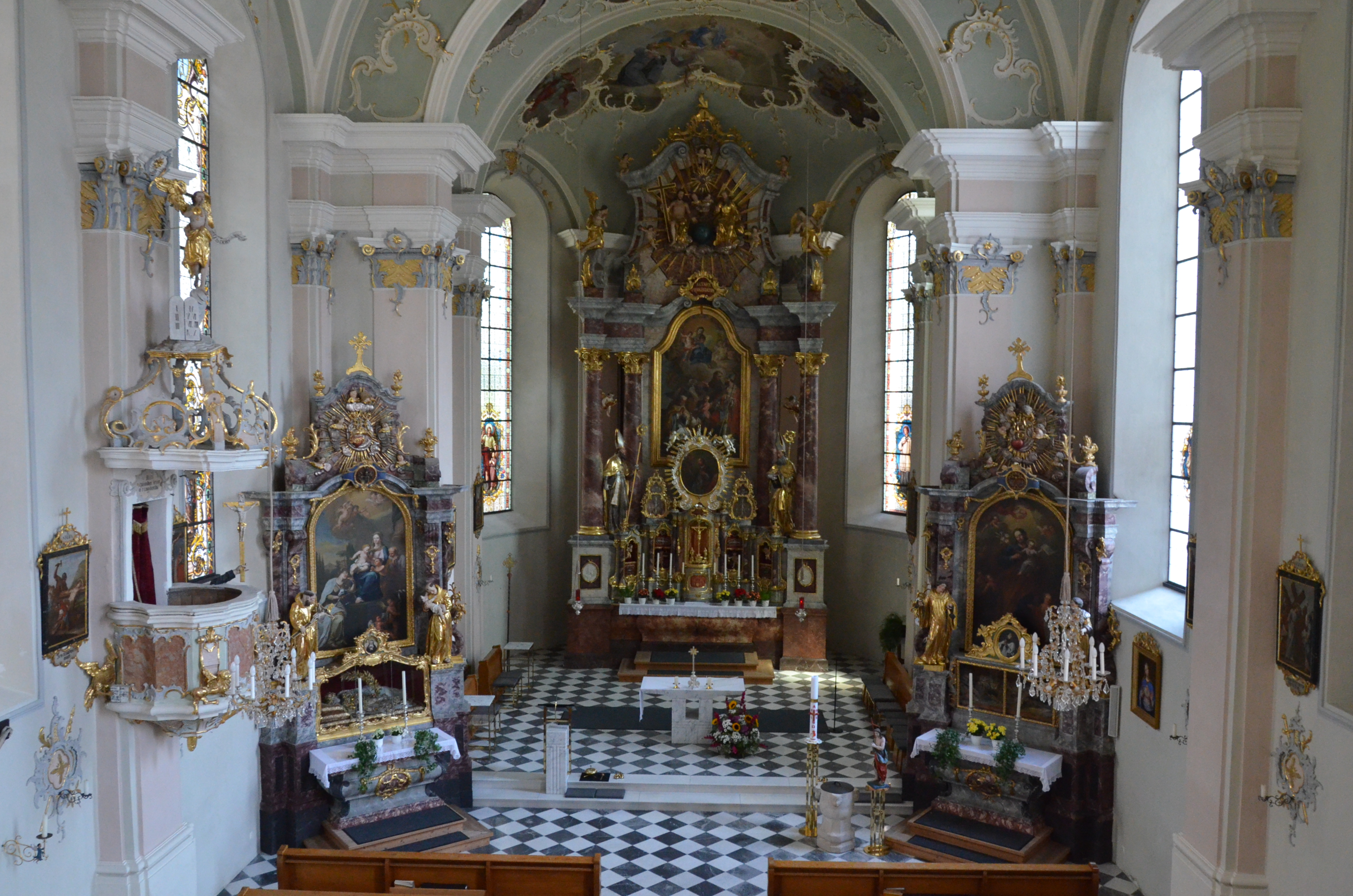
Langhaus, Blick zum Chor

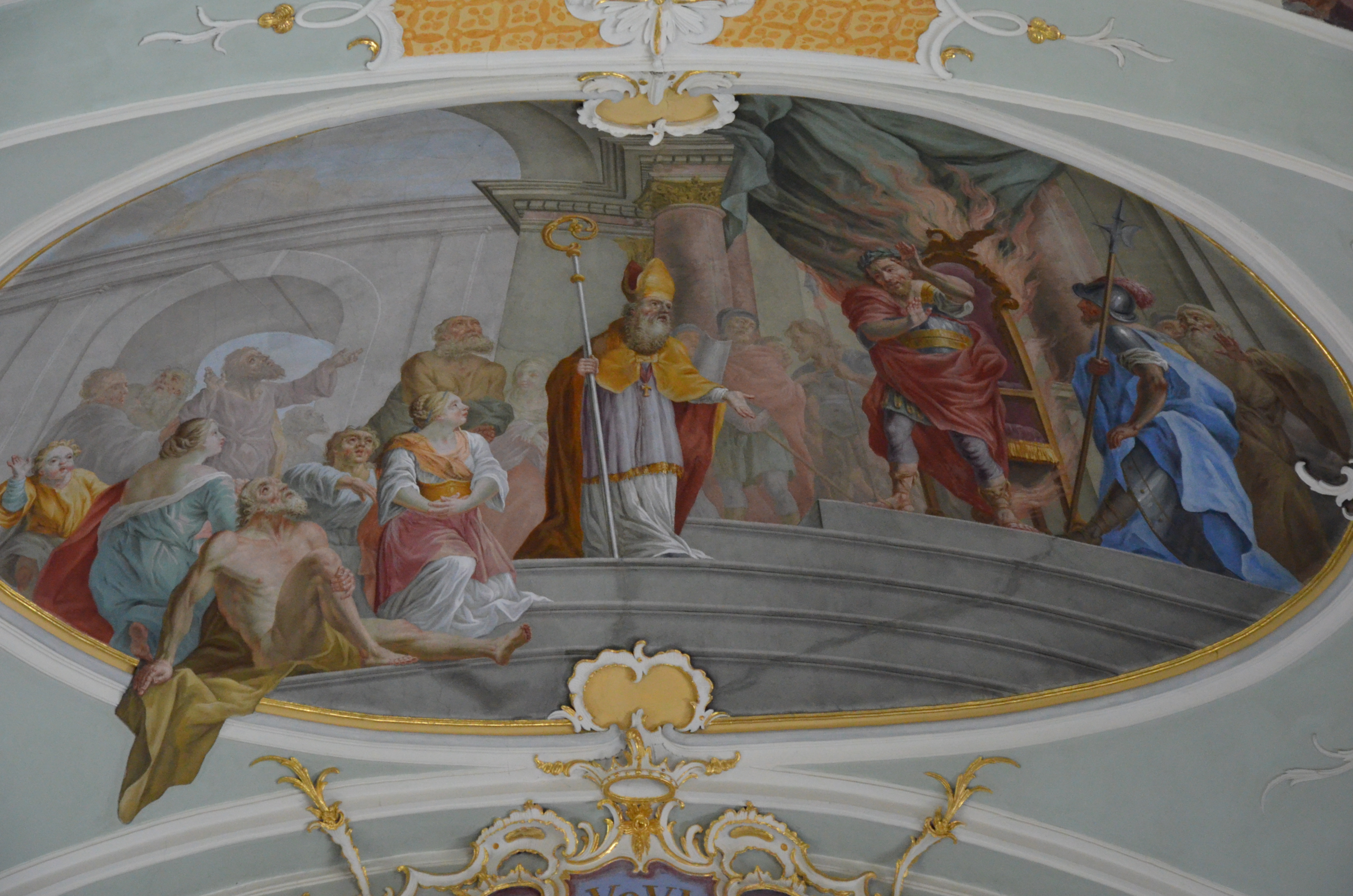
Langhaus, Deckenfresko

Die Pfarrkirche Wiesing steht mittig im Dorf der Gemeinde Wiesing im Bezirk Schwaz im Bundesland Tirol. Die dem Patrozinium der Heiligen Martin von Tours und Nikolaus von Myra unterstellte römisch-katholische Pfarrkirche gehört zum Dekanat Fügen-Jenbach in der Diözese Innsbruck. Die Kirche und der Friedhof stehen unter Denkmalschutz (Listeneintrag).

## Geschichte
Urkundlich wurde 1337 eine Kirche genannt. 1624 eine Kaplanei wurde die Kirche 1891 zur Pfarrkirche erhoben.
Vom gotischen Kirchenbau um 1352 ist der Turm erhalten. Von 1777 bis 1780 erfolgte durch Thomas Sandbichler ein Neubau des Kirchenschiffes.

## Architektur
Der barocke Saalbau mit einem gotischen Turm ist von einem Friedhof umgeben.
Das Kirchenäußere zeigt eine Fassade mit Putzlisenen. Die Westfront zeigt einen geschweiften Giebel, ein Rotmarmorportal mit einer geschnitzten Tür aus 1780, eine Wandnische trägt die Figur hl. Nikolaus aus dem 18. Jahrhundert.
Das Kircheninnere zeigt ein vierjochiges Langhaus mit einem eingezogenen zweijochigen Chor mit einem halbkreisförmigen Schluss. Die Lattgewölbe bilden querovale Flachkuppeln. Die Wandpfeiler tragen Rocaille-Kapitelle.
Die Stukkaturen schuf Georg Weber 1779, zeitgleich die Fresken Matthias Ruef, im Chor Mariä Himmelfahrt und die Glorie des hl. Johannes Nepomuk, im Langhaus Engelsturz, zwei Szenen aus den Legenden des hl. Martin, hl. Johannes von Matha, seitlich die Grisaillebilder Vier Kirchenväter und die Heiligen Isidor, Notburga, Peter und Paul, an der südlichen Langhauswand Kreuzigung. Die Glasmalerei schuf die Glasmalereianstalt Innsbruck von 1895 bis 1899.

## Ausstattung
Der Hochaltar als barocker Säulenaltar zeigt das Altarbild der Heiligen Martin, Maria, Franziskus und Nikolaus von Franz Anton Zeiller 1779, er trägt die Figuren der Heiligen Kassian und Ingenuin, über dem Tabernakel befindet sich das Gnadenbild hl. Johannes Nepomuk um 1750. Der linke Seitenaltar zeigt das Bild Heilige Familie von Josef Leopold Strickner um 1800, er trägt die Figuren der Heiligen Leonhard und Notburga. Der rechte Seitenaltar zeigt das Bild hl. Josef von Anna Maria Moser um 1800, er trägt die Figuren der Heiligen Aloysius und Franziskus. Auf den Seitenaltären befinden sich in Schreinen die Leiber der Heiligen Clemens und Laurentia aus dem 18. Jahrhundert aus dem Kloster Reischach in Oberbayern.
Das Kruzifix entstand im 18. Jahrhundert. Die Kanzel mit Evangelistensymbolen zeigt am Schalldeckel Engel des Gerichtes aus dem Ende des 18. Jahrhunderts. Unter der Doppelempore befinden sich die Figuren der Heiligen Johannes und Paulus um 1700. Das Gestühl entstand um 1780. Der Opferstock aus Marmor ist aus 1783.
Die Orgel baute Karl Reinisch 1922, teils in einem Gehäuse mit einem blinden Brüstungspositiv um 1780.